# Евтокий
Евтокий Аскалонский (греч. Εύτόκιος, лат. Eutocius, ок. 480 года — ок. 540 года) — византийский математик, оставивший исторически чрезвычайно ценные комментарии к произведениям Архимеда и Аполлония.
О жизни Евтокия почти никаких сведений не сохранилось. Родился он в византийской крепости Аскалон в Палестине (ныне город Ашкелон, Израиль). Затем приехал в Александрию Египетскую; учителем его был Исидор Милетский.
Из его трудов до нас дошли 4 комментария к следующим книгам:
- О сфере и цилиндре Архимеда;
- Измерение круга Архимеда;
- О равновесии Архимеда;
- Конические сечения Аполлония.

Именно из комментариев Евтокия историки математики смогли выяснить многие детали, например, как Архимед проводил решение кубических уравнений с помощью конических сечений. Попутно Евтокий сообщает различные сведения из истории античной математики. Даже в наши дни труды Архимеда и Аполлония обычно издаются вместе с комментариями Евтокия.
Евтокий написал также предисловие к первой книге Альмагеста Птолемея. Оно содержит краткое математическое введение (в основном — шестидесятеричная арифметика), а также рассуждения о форме Земли.